# Алексеево (Устюженский район)
Алексеево — деревня в Устюженском районе Вологодской области.
Входит в состав Никифоровского сельского поселения, с точки зрения административно-территориального деления — в Никифоровский сельсовет.
Расстояние до районного центра Устюжны по автодороге — 18 км, до центра муниципального образования посёлка Даниловское по прямой — 3 км. Ближайшие населённые пункты — Еремейцево, Котово, Ременниково.
По переписи 2002 года население — 18 человек.